# 66.
◄ | 1. stoljeće pr. Kr. | 1. stoljeće | 2. stoljeće | ►
◄ | 30-ih | 40-ih | 50-ih | 60-ih | 70-ih | 80-ih | 90-ih | ►
◄◄ | ◄ | 63. | 64. | 65. | 66. | 67. | 68. | 69. | ► | ►►
Astronomija • Književnost • Kršćanstvo

## Događaji
- Po izvještaju Plinija Starijeg kratkovidni rimski car Neron koristio je brušeni smaragd kao okular, što je prvi put da spominje nešto slično naočalama.

## Smrti
- Petronije, rimski pisac (* 11.)

## Vanjske poveznice
|  | Zajednički poslužitelj ima još gradiva o temi 66. |